# Mecklenburg
Mecklenburg este o regiune din Germania de nord, ea având o istorie și cultură aparte. În prezent, regiunea Mecklenburg este inclusă în partea de vest a landului Mecklenburg-Vorpommern, cuprinzând localitățile mai importante Rostock, Schwerin, Neubrandenburg și Wismar.
| Oraș/ Comună    | District             | Locuitori 31. decembrie 2000 | Locuitori 31. decembrie 2005 |
| --------------- | -------------------- | ---------------------------- | ---------------------------- |
| Rostock         | District urban       | 200.506                      | 199.288                      |
| Schwerin        | District urban       | 101.267                      | 96.656                       |
| Neubrandenburg  | District urban       | 73.318                       | 68.188                       |
| Wismar          | District urban       | 47.031                       | 45.391                       |
| Güstrow         | Güstrow              | 32.323                       | 31.083                       |
| Neustrelitz     | Mecklenburg-Strelitz | 23.333                       | 22.271                       |
| Waren (Müritz)  | Müritz               | 22.044                       | 21.415                       |
| Parchim         | Parchim              | 20.048                       | 19.348                       |
| Ludwigslust     | Ludwigslust          | 12.506                       | 12.907                       |
| Hagenow         | Ludwigslust          | 12.272                       | 12.178                       |
| Bad Doberan     | Bad Doberan          | 11.515                       | 11.432                       |
| Grevesmühlen    | Nordwestmecklenburg  | 11.080                       | 11.015                       |
| Boizenburg/Elbe | Ludwigslust          | 10.654                       | 10.871                       |